# 劉傑中
劉傑中（1980年10月9日—）出生於臺灣花蓮縣，曾任職於壹電視新聞台、中天新聞台、台灣宏觀電視、公視新聞、TaiwanPlus。兒時旅居國外，回國後就讀花蓮中學，及長國立中山大學外文系畢業，繼而修業於國立台灣師範大學翻譯研究所口譯組。其因外表姣好而被評選為台灣最受歡迎男主播。

## 學歷
- 國立花蓮高級中學
- 國立中山大學外文系
- 國立臺灣師範大學翻譯研究所口譯組

## 經歷
- KTV服務生
- 南陽街英文補教名師
- 東森購物台購物專家
- 台視新聞《百萬主播召集令》
- 民視新聞部外電新聞編譯人員
- 《電子時報》財經研究員
- 壹電視新聞台生活中心記者兼任主播（2010年－2014年4月13日）
- 中天新聞台主播（2014年7月23日－2016年2月24日）
- 壹電視新聞台、中天新聞台中華民國國慶典禮轉播
- 台灣宏觀電視《宏觀英語新聞》主播（2016年7月1日－2017年12月）
- 公視早安新聞假日主播（2017月1月7日－2017年7月30日）
- 中視《Kuso Fun! Fun! Fun!》（第四季主持人「傑中哥哥」，2017年7月14日-2017年10月6日）
- 第54屆金馬獎星光大道主持人（2017年11月25日）
- 第53屆金鐘獎星光大道主持人（2018年10月6日）
- 第55屆金馬獎星光大道主持人（2018年11月17日）
- 八大綜合台《繞著地球跑》（2019年7月17日－2019年10月16日）
- 三立台灣台、三立都會台《愛台大玩客》主持人
- 第56屆廣播金鐘獎頒獎典禮主持人（2021年9月25日）
- 公視英語新聞英語主播（2017年7月31日－至今）
- 三立新聞台《2022守土衛國 你我同行》中華民國國慶晚會－典禮主持人
- TaiwanPlus英語主播

## 譯作
- 弗雷里克·韋馮（Frederick S. Weaver）著，《發現通膨躲在菜市場？：從最簡單的買與賣說起，看懂影響你我與世界的通俗經濟規律》 （页面存档备份，存于），大雁文化大寫出版，2011年，ISBN 978-9866316265

## 外部連結
- 中天新聞台主播介紹（繁體中文）
- YouTube上的【Next TV】壹電視主播迎接聖誕-劉傑中（繁體中文）
- 劉傑中的Facebook專頁
- 劉傑中的Instagram帳戶
- 劉傑中 x Ethan Liu個人網站（繁體中文）